# Nowojegorjewskoje (Region Altai)
Nowojegorjewskoje (russisch Новоего́рьевское) ist ein Dorf (selo) in der Region Altai (Russland) mit 5794 Einwohnern (Stand 14. Oktober 2010).

## Geographie
Der Ort liegt etwa 260 km Luftlinie südwestlich des Regionsverwaltungszentrums Barnaul und 35 km nordwestlich von Rubzowsk unweit des südlichen Endes des 45 km² großen Natronsees Gorkoje-Pereschejetschnoje, am Rand des „Barnauler Bandwaldes“ (Barnaulski lentotschny bor), eines schmalen Waldmassivs, das sich fast völlig geradlinig von Barnaul am Ob über fast 400 km bis fast zum bereits in Kasachstan fließenden Irtysch erstreckt. Zwischen Nowojegorjewskoje und dem nordwestlich gelegenen Woltschicha bildet der Barnauler Bandwald mit dem nordwestlich parallel zu ihm verlaufenden Kasmala-Bandwald (Kasmalinski lentotschny bor) ein zusammenhängendes Kiefern- und Birkenwaldgebiet, das in diesem Bereich mit fast 50 km seine größte Breite erreicht.
Nowojegorjewskoje ist Verwaltungssitz des Rajons Jegorjewski sowie Sitz der Landgemeinde Nowojegorjewski selsowet, zu der neben dem Dorf Nowojegorjewskoje noch die Siedlungen Nowosowetski, Retschka-Kormicha und Sibir gehören.

## Geschichte
Das Dorf wurde 1884 gegründet. Seit 1935 ist Nowojegorjewskoje Zentrum eines Rajons.

### Bevölkerungsentwicklung
| Jahr | Einwohner |
| ---- | --------- |
| 1939 | 5657      |
| 1959 | 5929      |
| 1970 | 5510      |
| 1979 | 5740      |
| 1989 | 5985      |
| 2002 | 6217      |
| 2010 | 5794      |

Anmerkung: Volkszählungsdaten

## Verkehr
Nowojegorjewskoje liegt an der Straße Rubzowsk – Woltschicha. Durch Rubzowsk verläuft die Fernstraße A349 Nowoaltaisk – Barnaul – kasachische Grenze, und dort befindet sich auch die nächstgelegene Bahnstation bei Kilometer 508 der Strecke Nowosibirsk – Barnaul – Semei (Kasachstan).